# Opération Scorpion
Pour les articles homonymes, voir Scorpion (homonymie).
Pour la prostitution juvénile en République démocratique du Congo, voir Ujana.
L'Opération Scorpion est une enquête policière d'envergure visant à démanteler un réseau de prostitution juvénile qui sévissait dans la ville de Québec, au Canada. L'enquête aboutit sur une vaste opération policière se soldant par l'arrestation de plusieurs individus, proxénètes et clients, le 17 décembre 2002. L'affaire fit couler beaucoup d'encre, à Québec et ailleurs dans la province, notamment parce que des personnalités publiques et des juges dont un, maintenant retraité, proche du clan libanais de Québec faisaient partie des clients accusés et ont été protégés dans ce dossier.

## Arrestations
Le 17 décembre 2002, la police de Québec procède à l'arrestation de 9 individus soupçonnés de diriger un réseau de prostitution juvénile, les services de jeunes filles âgées de 14 à 17 ans étant vendus aux clients. Dans la même rafle, 11 présumés clients sont appréhendés. Parmi eux se trouvent plusieurs personnalités bien connues dans la ville de Québec, notamment Yvan Cloutier, l'ancien président du Carnaval de Québec et ex-candidat du Parti Libéral dans Limoilou en 1994, Jonathan Lalonde de Réseau d'Escorte Gratton Inc, les restaurateurs Georges Tannous et Georges Ranwali, l'animateur de radio Robert Gillet, les hommes d'affaires Yves Doyon (associé de Gillet) et Jacques Racine, propriétaire de la chaîne de pharmacies Racine, et Claude Mailloux, copropriétaire d'un bar de danseuses Et le fonctionnaire Jean-François Guay.
Parmi les présumés proxénètes, André Pélissier, surnommé « Monsieur Soleil », un homme étant apparu à quelques reprises à la télévision dans des émissions consacrées à la voyance.

## Procès et sentences
Le premier accusé à avoir été reconnu coupable fut André Pélissier, reconnu coupable de six des huit chefs d'accusation portés contre lui, dont incitation à la prostitution, et condamné à 2 ans et demi d'emprisonnement.
Les procès de neuf présumés clients eurent lieu à Montréal, en raison de l'important traitement médiatique du scandale dans la Capitale.
Jacques Racine, qui a plaidé coupable d'avoir acheté les services sexuels de mineures entre mars et juillet 2002, sera condamné en 2005 aux travaux communautaires.
Le 25 mars 2004, Robert Gillet a été reconnu coupable d'un des trois chefs d'accusation pesant sur lui, à savoir celui d'avoir obtenu les services sexuels contre rémunération de la plus âgée des deux prostituées mineures ayant témoigné à son procès. Celle-ci avait 17 ans au moment où l'animateur a obtenu ses services. Le jury n'a pas retenu comme crédibles les allégations contradictoires de l'adolescente de 15 ans qui prétendait avoir eu des rapports avec Gillet.
Le juge Fraser Martin a condamné Gillet à une sentence suspendue de 30 jours d'emprisonnement. Au total, Gillet a effectué 40 heures de travaux communautaires. Le juge estimait que le morning-man avait été exposé à la médiatisation hors de l'ordinaire de l'affaire et que ces circonstances atténuantes lui permettaient de surseoir au prononcé de la peine. Durant le procès Gillet, le journaliste Denis Gravel a accidentellement violé l'interdit de publication et révélé sur les ondes de CHOI-FM l'identité d'une des deux adolescentes ayant témoigné. L'employeur a présenté des excuses, et aucune accusation d'outrage au tribunal n'a finalement été déposée contre Gravel.

## Conséquences
2 à 6 ans de prison